# 丹下梅子
丹下 梅子（たんげ うめこ、1873年3月17日 - 1955年1月29日）は、日本の栄養学者、食品化学者。東京帝国大学農学博士。辻村みちよに次いで日本人女性として2人目の女性農学博士である。女性初の帝国大学（東北帝国大学理科大学）に入学・卒業した3名のうちの一人。丹下ウメ子、丹下ウメの表記を採る資料もある。

## 人物・生涯

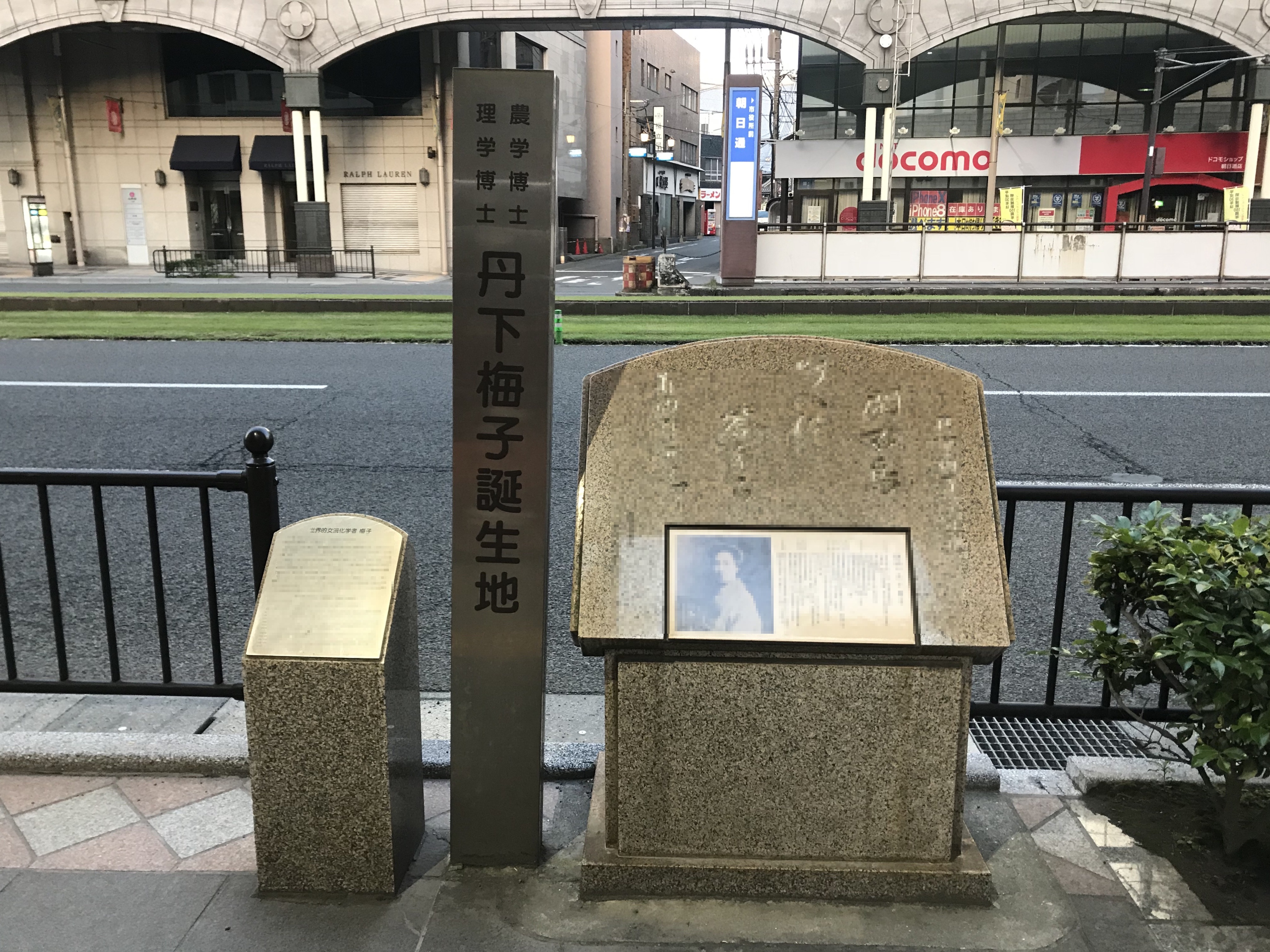
生地にある記念碑。

1873年（明治6年）に鹿児島県鹿児島府下金生町ほか十四町（現在の山形屋鹿児島本店付近）の商家、戸高丹下伊左衛門と丹下エダの三女として生まれる。幼年時にままごとの竹箸を持ちながら走っていたときに転倒して竹箸が右眼に刺さり、失明する。
鹿児島県立女子師範学校（現在の鹿児島大学教育学部）を卒業後、当時の女子師範附属尋常小学校（現在の鹿児島市立名山小学校）の教師になる。28歳で日本女子大学校家政科一回生に入学、卒業後は大学に残り、長井長義の助手として勤務し、女性初の文部省化学中等教員検定試験に合格する。1913年（大正2年）に40歳で宮城県仙台市の東北帝国大学理科大学化学科へ入学し（当時は他の帝国大学、専門学校は女子及び旧制高等学校以外の出身者の入学は認めていなかった）、同時に入学した黒田チカ、牧田らくと共に女性初の帝大生となる。官報で合格発表が行われた8月21日は後に女子大生の日となった。
東北帝大では真島利行のもとで有機化学を学んだ。卒業後、大学院へ進み、応用化学教室助手を経て、48歳で渡米し、アメリカ合衆国のスタンフォード大学、コロンビア大学で栄養化学を修め、54歳のときジョンズ・ホプキンス大学にてステロール研究で博士号を取得した。帰国後は母校である日本女子大学校の教壇に立つ傍ら、理化学研究所の嘱託として鈴木梅太郎のもとでビタミンの研究を行った。67歳の1940年（昭和15年）にビタミンB2複合体の研究で東京帝国大学から農学博士の学位を受ける。1955年（昭和30年）、82歳で死去するまで独身を通し、女性化学者の先駆者として学究一筋の生涯であった。墓地は埼玉県新座市の平林寺にある。
母校の日本女子大学理学部では、没後の1957年（昭和32年）5月に、辻キヨの著した『先覚者丹下先生』の売上と学生や有志の寄付により、梅子の功績を記念した丹下記念奨学金が設けられた。出生地の鹿児島市金生町においては、丹下梅子顕彰会により1991年に誕生記念碑が建立された。また、1993年には鹿児島ライオンズクラブの記念事業として老舗百貨店である山形屋の玄関横に胸像が設置された。

## 親戚

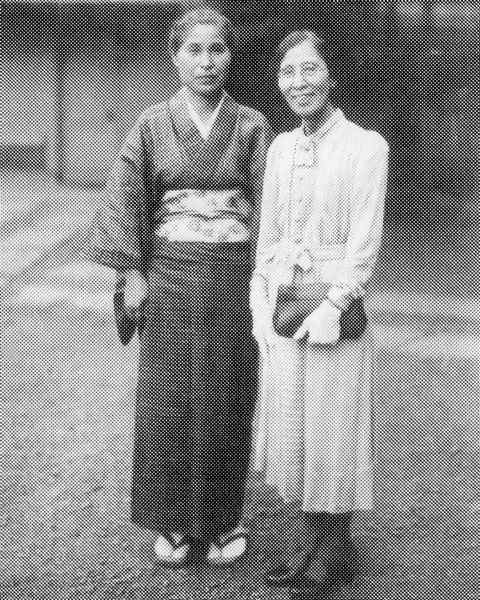
丹下梅子と鈴木ひでる。香雪化学館前にて。

父丹下伊左衛門は上記のとおり、金生町他十四町の戸長で、鹿児島市制が施行された際は初代収入役(1889年6月15日-1896年1月24日)を務めている。梅子には4人の兄と2人の姉と1人の妹がいた。一番上の兄は製塩事業、三番目の兄は砂糖貿易を父から受け継いだが、失敗した。二番目の兄、丹下政治は慶應義塾大学に通い、塾長福沢諭吉からの信頼が篤かったが、24歳で亡くなった。四番目の兄、丹下丑之助は東京帝国大学を卒業し、第七高等学校の教授となった。姉はな は、実業家河野庄太郎と結婚した。

## 伝記
- 辻きよ『先覺者丹下先生』日本女子大学香雪化学館「丹下賞」設立委員会、1953年。
- 蟻川芳子、宮崎あかね『白梅のように: 化学者丹下ウメの軌跡』化学工業日報社、2011年。ISBN 9784873265940。